# Rhomboideus major

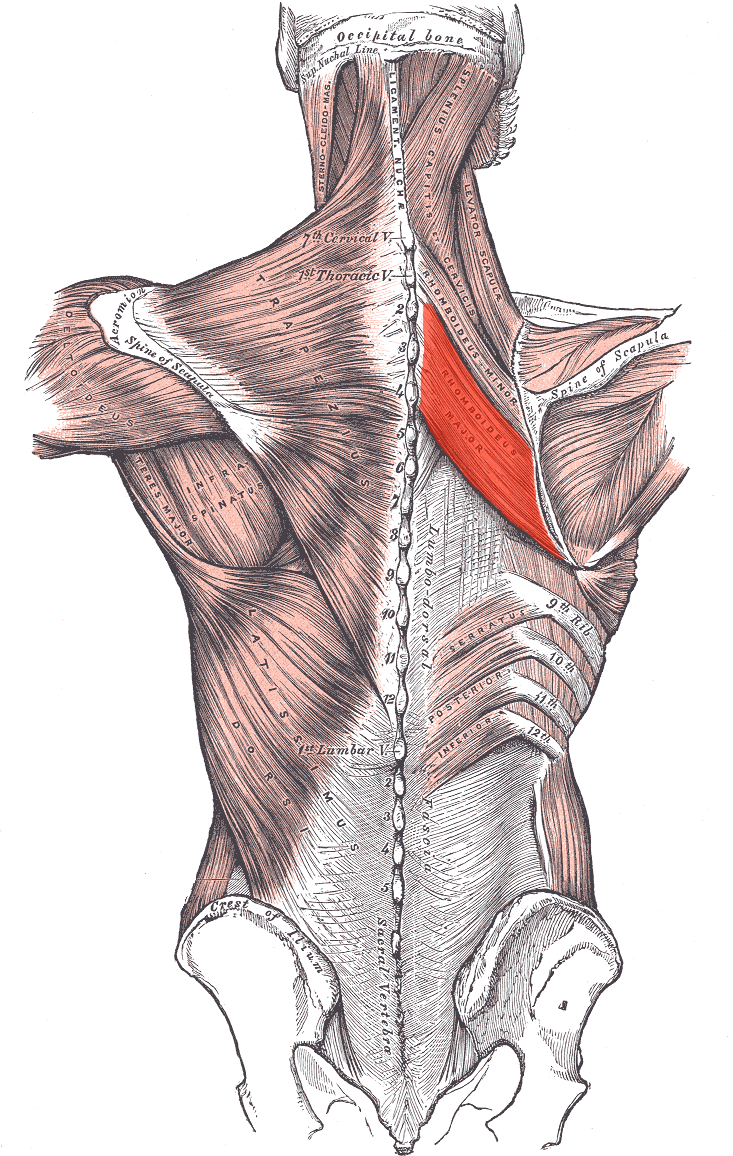
Övre extremiteternas ryggmuskler sedda bakifrån (dorsalt). Rhomboideus major syns upptill till höger mellan ryggraden och skulderbladet.

Rhomboideus major (latin: musculus rhomboideus major) är en skelettmuskel som ingår i övre extremitetens muskulatur.
Rhomboideus major har sitt ursprung i ryggradens andra, tredje, fjärde och femte kotor (thorakal kyfos processus spinosus Th II-Th V). Muskelns fästen finns längs med nedre delen av skulderbladets mediala kant (margo medialis scapulae pars inferior).
Rhombideus major drar tillsammans med m. rhomboideus minor skulderbladet medialt vid adduktion och extension av överarmsbenet (humerus) vilket bidrar till att sänka axelledens ledpanna, fossa glenoidalis, till sitt neutrala läge. Rhomboideus major och minor håller också skulderbladet pressat mot bröstkorgen (thorax).